# イージスライン
イージスライン（AEGISLINE）は宮崎県延岡市にあるガレージキットの企画・製造を手がける個人企業である。販売は艦船模型専門通販サイトのフリートネットを通じて行っている。

## 概要
イージスラインはプラモデルとして流通していない艦船模型をターゲットにしたガレージキットの製作を行っている。海上自衛隊ひゅうがのガレージキットは、ひゅうがが進水する2007年8月以前に既に発売されていた。

## 略歴
- 2007年7月頃から、ひゅうがのレジンキットをインターネット限定で販売開始。
- 2011年5月から、サン・アントニオ級ドック型輸送揚陸艦 のレジンキットをインターネット限定で販売開始。

## 主要製品
- レジンキット
  - 海上自衛隊レジンキットシリーズ：1/700 JMSDF Hyūga class helicopter destroyer （絶版）
  - 現用米海軍レジンキットシリーズ：1/700 USS San Antonio class amphibious transport dock